# Jan Szymański (łyżwiarz)
Jan Marek Szymański (ur. 2 marca 1989 w Poznaniu) – polski łyżwiarz szybki, wielokrotny triumfator zawodów pucharu świata, wielokrotny mistrz Polski seniorów, brązowy medalista mistrzostw świata w łyżwiarstwie szybkim (2013) i Zimowych Igrzysk Olimpijskich w Soczi (2014). Zawodnik Marymontu Warszawa, następnie od sezonu 2012/2013 LKS Poroniec, od sezonu 2014/2015 AZS AWF Poznań. Absolwent Akademii Wychowania Fizycznego im. E. Piaseckiego w Poznaniu. 11 stycznia 2023 ogłoszono zakończenie przez niego kariery zawodniczej.

## Mistrzostwa świata i mistrzostwa Europy
Jego największymi sukcesami w karierze są brązowe medale Zimowych Igrzysk Olimpijskich w Soczi w 2014 i mistrzostw świata w 2013 w wyścigu drużynowym. Na mistrzostwach świata na dystansach wystąpił trzykrotnie (2011 – 11. miejsce w wyścigu na 5000 m, 8. miejsce w wyścigu drużynowym, 2012 – 14. miejsce w wyścigu na 5000 m, 8. miejsce w wyścigu drużynowym, 2013 – 16. miejsce w wyścigu na 1500 m, 15. miejsce w wyścigu na 5000 m, 3. miejsce w wyścigu drużynowym). W 2011, 2012 i 2013 wystąpił na wielobojowych mistrzostwach świata, zajmując odpowiednio 20, 13 i 20. miejsce, a w 2012 i 2013 na wielobojowych mistrzostwach Europy, zajmując w obu startach 11. miejsce. W 2012 roku na Akademickich Mistrzostwach Świata rozgrywanych w Zakopanem zdobył 3 złote medale na dystansach: 1500 m, 3000 m oraz 5000 m.

## Puchar Świata

### Zwycięstwa w zawodach indywidualnych Pucharu Świata chronologicznie
| Nr | Dzień      | Rok  | Miejscowość | Dystans |
| -- | ---------- | ---- | ----------- | ------- |
| 1. | 7 grudnia  | 2014 | Berlin      | 1500 m  |
| 2. | 14 grudnia | 2014 | Heerenveen  | 1500 m  |

### Miejsca na podium w zawodach indywidualnych Pucharu Świata chronologicznie
| Nr | Dzień      | Rok  | Miejscowość | Dystans | Miejsce |
| -- | ---------- | ---- | ----------- | ------- | ------- |
| 1. | 7 grudnia  | 2014 | Berlin      | 1500 m  | 1.      |
| 2. | 14 grudnia | 2014 | Heerenveen  | 1500 m  | 1.      |

## Mistrzostwa Polski seniorów
- mistrzostwo Polski
  - 5000 m – 2012, 2013, 2014,
  - 10000 m – 2012, 2013, 2014
  - wielobój – 2012
  - wielobój sprinterski drużynowo – 2011
- wicemistrzostwo Polski
  - wielobój – 2011, 2013
  - wyścig drużynowy – 2011
- brązowy medal mistrzostw Polski
  - 1000 m – 2013
  - 1500 m – 2012, 2013
  - 10000 m – 2010
  - wyścig drużynowy – 2010, 2012

## Rekordy życiowe
- 500 m 35,97 (Calgary, 7.03.15)
- 1000 m 1:09,11 (Calgary, 25.11.17)
- 1500 m 1:44,46 (Salt Lake City, 20.11.15)
- 3000 m 3:39,79 (Calgary, 8.11.15)
- 5000 m 6:16,84 (Calgary, 1.12.17)
- 10 000 m 13:27,49 (Astana, 02.12.12)

## Odznaczenie
- Srebrny Krzyż Zasługi (2014)[2][3]